# Elecciones generales de Malta de 1892
Entre el 5 y el 6 de septiembre de 1889 se celebraron en Malta elecciones generales.

## Antecedentes
Las elecciones se realizaron bajo la constitución de Knutsford.

## Sistema electoral
De los 14 miembros del Consejo de Gobierno, diez serían elegidos por medio de circunscripciones uninomiales y cuatro representarían a la nobleza y terratenientes, graduados, clérigos y a la Cámara de Comercio.
| Circunscripción        | Localidades                         |
| ---------------------- | ----------------------------------- |
| I                      | La Valeta este                      |
| II                     | La Valeta oeste, Sliema, San Julián |
| III                    | Floriana, Pietà, Ħamrun, Msida      |
| IV                     | Bormla, Żabbar                      |
| V                      | Birgu, Senglea                      |
| VI                     | Mdina                               |
| VII                    | Birkirkara                          |
| VIII                   | Qormi                               |
| IX                     | Żejtun                              |
| X                      | Gozo                                |
| Fuente: Schiavone, p13 |                                     |

## Resultados
10.522 personas tenían derecho a voto, de las que 1.062 votaron, dando una participación del 10%. Solo se celebraron elecciones en tres circunscripciones, ya que el resto de candidatos no tuvieron oposición.
| Miembros generales electos   | Miembros generales electos       | Miembros generales electos | Miembros generales electos |
| Circunscripción              | Nombre                           | Votos                      | Notas                      |
| ---------------------------- | -------------------------------- | -------------------------- | -------------------------- |
| I                            | Sigismondo Savona                | –                          | Reelegido sin oposición    |
| II                           | Latterio Vallone                 | –                          | Sin oposición              |
| III                          | Giuseppe Bonavia                 | 174                        |                            |
| IV                           | Francesco Mifsud                 | –                          | Sin oposición              |
| V                            | Evaristo Castaldi                | –                          | Sin oposición              |
| VI                           | Nutar Dei Marchesi Mallia Tabone | –                          | Sin oposición              |
| VII                          | Paolo Sammut                     | 157                        |                            |
| VIII                         | Giovanni Vassallo                | –                          | Sin oposición              |
| IX                           | Salvatore Cachia Zammit          | –                          | Reelegido sin oposición    |
| X                            | Paolo Sammut                     | 565                        |                            |
| Miembros especiales electos  |                                  |                            |                            |
| Escaño                       | Nombre                           | Votos                      | Notas                      |
| Nobleza y terratenientes     | Saverio DePiro                   | –                          | Sin oposición              |
| Graduados                    | Goffredo Adami                   | –                          | Sin oposición              |
| Clérigos                     | Ign. Panzavecchia                | –                          | Sin oposición              |
| Chamber of Commerce          | Giuseppe Bencini                 | –                          | Sin oposición              |
| Fuente: Schiavone, pp178–179 |                                  |                            |                            |